# Neisseria polysaccharea
Neisseria polysaccharea – gatunek Gram-ujemnej bakterii charakteryzujący się fermentacją glukozy i maltozy, a także wytwarzaniem polisacharydów z sacharozy (stąd jej nazwa). Przed 1983 rokiem jej szczepy były identyfikowane jako meningokoki, a jej odróżnienie od N. meningitidis jest skomplikowane gdyż obie bakterie fermentują glukozę oraz maltozę. Ponadto, notowane były przypadki błędnego zidentyfikowania N. polysaccharea jako N. meningitidis przez bardziej szczegółowe techniki laboratoryjne, takie jak spektrometria mas. N. polysaccharea tworzy dwoinki (rzadziej tetrady), wytwarza katalazę, a także zdolna jest do redukcji azotanów. Nie posiada otoczki bakteryjnej. Tworzy żółtawe kolonie osiągające średnicę 2 mm po 24 godzinach hodowli. Do wzrostu wymaga cysteiny, cystyny oraz (niektóre szczepy) argininy. Bakteria ta jest blisko spokrewniona z meningokokami, gonokokami oraz N. lactamica, jednak praktycznie nie odnotowuje się przypadków wywoływanych przez nią chorób. 